# The Search for John Gissing
(Mattew Barnes)
The Search for John Gissing è una commedia scritta e diretta da Mike Binder del 2001. Girata a Londra, vede come protagonista lo stesso Mike Binder e tra gli altri Alan Rickman e Janeane Garofalo.

## Trama
Mattew Barnes, lavora per la Compu-Corp, una multinazionale statunitense che sta per fondersi con una grande società tedesca. Si reca allora a Londra con la moglie, d'accordo ad essere recuperati da John Gissing. Barnes però, oltre a dover seguire da vicino la trattativa, deve anche supervisionare l'uscita di scena dalla società londinese dello stesso Gissing e prenderne il posto. Da questo momento, Gissing farà di tutto per non incontrare mai Barnes, in un susseguirsi di episodi esilaranti in cui Gissing si nasconderà fisicamente molte volte e mentirà spudoratamente (pur trovandosi una volta davanti alla domanda posta dallo stesso Barnes: "È lei John Gissing?"). Arriverà addirittura a corromperlo sessualmente usando la sua fidanzata travestita da suora.
Quando finalmente Gissing e Barnes si incontrano, dopo un chiarimento, si rendono conto che entrambi sono le pedine di un gioco più grande di quello che pensavano e, inevitabilmente, si alleano per creare difficoltà alla presidenza della società.
Con varie trovate molto divertenti, riescono a concludere un affare da cinque milioni di sterline e ridimensionano a loro favore, l'intero organico dell'azienda.

## Riconoscimenti
Nel 2001, la pellicola di Binder vince come miglior film indipendente al Sarasota Film Festival.